# Весела Людмила Михайлівна
Весе́ла (Микитю́к) Людми́ла Миха́йлівна (нар. 13 серпня 1977, с. Лисець, Дунаєвецький район, Хмельницька область) — українська поетеса. Член Національної спілки письменників України (2012), Національної спілки журналістів України (2002).

## Біографія
Закінчила Кіровоградську педагогічну академію, за фахом педагог-психолог. Працює в газеті «Дунаєвецький вісник».

## Творчість
Поетеса. Авторка книг лірики: 

- «Вереснева містерія» (2002);
- «Кленовий пасьянс» (2009);
- «Між ріками і Богом» (2017).

Публікації в періодиці, часописах, колективних збірниках та антологіях.

## Нагороди та премії
Дипломант і переможець Всеукраїнського літературного молодіжного конкурсу «Гранослов» (2000, 2002). Переможець фестивалю «Болохів-фест» (2009).
- Гран-прі всеукраїнського конкурсу одного вірша «Малахітовий носоріг» (2021).[2]